# Andrzej Klusiewicz
Andrzej Klusiewicz ps. „Klucha” (ur. 10 kwietnia 1926 w Warszawie, zm. 1 września 1944 tamże) – polski starszy strzelec 3. kompanii, batalionu „Parasol”. Zginął 1 września 1944 podczas walk powstańczych w Pałacu Krasińskich, osłaniając przemieszczających się kanałami powstańców. Pochowany na Powązkach Wojskowych w kwaterach żołnierzy batalionu „Parasol” (kwatera A24-10-26).
Odznaczony Krzyżem Walecznych.